# Ioan Buzea
Ioan Buzea (n. 1888, Zărnești – d. 1976, București) a fost un deputat în Marea Adunare Națională de la Alba Iulia, organismul legislativ reprezentativ al „tuturor românilor din Transilvania, Banat și Țara Ungurească”, cel care a adoptat hotărârea privind Unirea Transilvaniei cu România, la 1 decembrie 1918.:p. 77

## Biografie
Ioan Buzea s-a născut în 1888 în satul Zărnești. Stabilit în satul Milaș, a devenit un mare proprietar de pământ. A fost membru al Comitetului Național Român Milaș, iar după 1918 a fost inspector financiar județean.
A decedat la București în anul 1976.:p. 118

## Activitate politică
Ca deputat în Adunarea Națională din 1 decembrie 1918 a fost delegat al cercului electoral Teaca, comitatul Cojocna.